# Okta Inc.
Okta, Inc. ist ein börsennotiertes US-amerikanisches Unternehmen für Identitäts- und Zugriffsmanagement mit Sitz in San Francisco. Es bietet Cloud-Software an, die Unternehmen dabei hilft, die Benutzerauthentifizierung in Anwendungen zu verwalten und abzusichern, und die es Entwicklern ermöglicht, Identitätskontrollen in Anwendungen, Website-Webdienste und Geräte zu integrieren. Okta vertreibt sechs Dienste, darunter einen Single-Sign-On-Dienst, mit dem sich Benutzer über einen zentralen Prozess bei einer Vielzahl von Systemen anmelden können. Es bietet auch API-Authentifizierungsdienste an.
Die Dienste von Okta basieren auf der Amazon-Web-Services-Cloud. Im Januar 2019 gab der CEO von Okta bekannt, dass das Unternehmen über 100 Millionen registrierte Benutzer hat. Die Kunden von Okta bestehen hauptsächlich aus anderen Unternehmen (B2B) und Behörden wie dem Justizministerium der Vereinigten Staaten.

## Geschichte
Im Jahr 2009 wurde Okta vom heutigen Okta-CEO Todd McKinnon gegründet, der zuvor als Senior Vice President of Engineering bei Salesforce tätig war und verschiedene Positionen bei PeopleSoft innehatte. Der andere Mitgründer war Okta-COO Frederic Kerrest, der ebenfalls zuvor bei Salesforce tätig war. Das Unternehmen hieß ursprünglich Saasure Inc. und wurde 2010 in Okta umbenannt.
Im Jahr 2015 erhielt das Unternehmen 75 Millionen US-Dollar Risikokapital von Andreessen Horowitz, Greylock Partners und Sequoia Capital, bei einer anfänglichen Gesamtbewertung von 1,2 Milliarden US-Dollar. Okta hatte zuvor 150 Millionen US-Dollar aus früheren Finanzierungsrunden erhalten. Der Börsengang erfolgte 2017.
Am 3. März 2021 gab Okta die Übernahme des Mitbewerbers Auth0 für 6,5 Milliarden US-Dollar bekannt. Das argentinische Start-up Auth0 soll als eigenständige Geschäftseinheit bestehen bleiben, aber seine Produkte im Laufe der Zeit integriert werden.
Im Jahre 2023 teilte Okta mit, dass Daten aller Kunden durch Angriffe von Unbefugten kopiert wurden.
Seit dem Börsengang 2015 stieg Oktas Umsatz von 41 Mio. US-Dollar auf 2,26 Mrd. US-Dollar im Jahr 2024, wobei allerdings in keinem Jahr ein Überschuss erwirtschaftet wurde. Die Marktkapitalisierung stieg bis zu einem Maximum von knapp 42 Mrd. US-Dollar im Jahr 2021 an, fiel danach aber ab auf ca. 15 Mrd. US-Dollar im Jahr 2024.